# Chleb, miłość i fantazja
Chleb, miłość i fantazja (wł. Pane, amore e fantasia) – włoski czarno-biały film komediowy z 1953 roku w reżyserii Luigiego Comenciniego. Film nakręcono w plenerach Castel San Pietro Romano w regionie Lacjum.

## Fabuła
Do malutkiego włoskiego miasteczka położonego w górach przybywa nowy karabinier, sierżant Antonio Carotenuto (Vittorio De Sica). Jest kawalerem w średnim wieku, który został skierowany na cztery lata do służby w miasteczku. Poznaje tam młodą wieśniaczkę Marię (Gina Lollobrigida) oraz rzymską akuszerkę w średnim wieku Annarellę (Marisa Merlini), z którą ostatecznie wiąże się.

## Obsada
- Vittorio De Sica jako Antonio Carotenuto
- Gina Lollobrigida jako Maria De Rits
- Marisa Merlini jako Annarella Mirziano
- Tina Pica jako Caramella
- Virgilio Riento jako Don Emidio
- Maria-Pia Casilio jako Paoletta
- Roberto Risso jako Pietro Stelluti
- Memmo Carotenuto jako karabinier Sirio Baiocchi

## Nagrody i nominacje
| Nazwa festiwalu   | Wygrane                                 | Nominacje                                                                                    |
| ----------------- | --------------------------------------- | -------------------------------------------------------------------------------------------- |
| 4. MFF w Berlinie | 1954 Srebrny Niedźwiedź Luigi Comencini | 1954 Złoty Niedźwiedź: Udział w konkursie głównym Luigi Comencini                            |
| BAFTA             | 1955 bez rezultatu                      | 1955 Najlepszy film z jakiegokolwiek źródła Najlepsza aktorka zagraniczna: Gina Lollobrigida |
| Oscar             | 1955 bez rezultatu                      | 1955 Najlepsze materiały do scenariusza: Ettore Maria Margadonna                             |

## Kontynuacje
Chleb, miłość i zazdrość (1954) – reżyseria Luigi Comencini, Chleb, miłość i... (1955) – reżyseria Dino Risi, Chleb, miłość i... Andaluzja (1958) – reżyseria Javier Setó.